# Iguanas de San Antonio
Les Iguanas de San Antonio sont une ancienne franchise de hockey sur glace ayant joué dans la Ligue centrale de hockey. Elle est basée à San Antonio, situé dans l'État du Texas aux États-Unis.

## Histoire
L'équipe des Iguanas fait ses débuts en 1994 dans la Ligue centrale de hockey. Après une défaite en finale au cours de ses deux premières saison et une non-qualification pour les séries éliminatoires, l'équipe est inactive pour la saison 1997-1998 avant de revenir jouer la saison suivante.
L'équipe met fin à ses opérations en 2002 après avoir échoué à trouver des investisseurs locaux à la suite de l'arrivée du Rampage de San Antonio de la Ligue américaine de hockey qui résulte d'un partenariat entre l'équipe de basket-ball des Spurs et des Panthers de la Floride de la Ligue nationale de hockey.

## Bilan
| Saison    | PJ | V  | D  | N | DTB | BP  | BC  | Pts | Classement                       | Séries éliminatoires                                  |
| --------- | -- | -- | -- | - | --- | --- | --- | --- | -------------------------------- | ----------------------------------------------------- |
| 1994-1995 | 66 | 37 | 22 | 7 | -   | 336 | 281 | 81  | Deuxièmes de la LCH              | 4-3 Oilers de Tulsa 2-4 Thunder de Wichita            |
| 1995-1996 | 64 | 39 | 17 | - | 8   | 313 | 240 | 86  | Deuxièmes de la LCH              | 4-2 RiverKings de Memphis 3-4 Blazers d'Oklahoma City |
| 1996-1997 | 66 | 26 | 36 | - | 4   | 261 | 326 | 56  | Cinquièmes de la division Ouest  | Non qualifiés                                         |
| 1998-1999 | 70 | 37 | 26 | - | 7   | 286 | 283 | 81  | Deuxièmes de la division Ouest   | 3-1 Thunder de Wichita 0-4 Thunder d'Oklahoma City    |
| 1999-2000 | 70 | 33 | 32 | - | 5   | 229 | 263 | 71  | Sixièmes de la division Ouest    | Non qualifiés                                         |
| 2000-2001 | 70 | 42 | 21 | - | 7   | 288 | 229 | 91  | Deuxièmes de la division Ouest   | 3-1 ScareCrows de Topeka 1-3 Cottonmouths de Columbus |
| 2001-2002 | 64 | 40 | 16 | - | 8   | 243 | 183 | 88  | Deuxièmes de la division Sud-Est | 1-3 Ice Bats d'Austin                                 |